# 23003 Зимінський
23003 Зимінський (23003 Ziminski) — астероїд головного поясу, відкритий 9 листопада 1999 року.
Тіссеранів параметр щодо Юпітера — 3,531.